# Jogos Pan-Arábicos de 2011
Os Jogos Pan-Arábicos de 2011 foram a 12ª edição deste evento multi-desportivo, sendo celebrados na cidade de Doha, capital do Catar, de 9 a 23 de dezembro. Foi a primeira vez que um país do Golfo Pérsico sediou o evento. 
O Catar conquistou o direito de sediar os Jogos ao derrotar a candidatura libanesa, em 2008.

## Países participantes
Entre parênteses, a quantidade de atletas de cada país.
| - Arábia Saudita (232) - Argélia (223) - Bahrein (171) - Comores (21) - Djibuti (38) - Egito (349) | - Emirados Árabes Unidos (144) - Iêmen (46) - Iraque (436) - Jordânia (240) - Kuwait (260) | - Líbano (99) - Líbia (48) - Marrocos (253) - Mauritânia (43) - Omã (94) | - Palestina (109) - Catar (370) - Somália (22) - Sudão (191) - Tunísia (218) |

## Modalidades
Seguem-se, abaixo, as modalidades presentes nesta edição dos Jogos Pan-Arábicos.

### Tradicionais
| - Atletismo (detalhes) - Basquetebol (detalhes) - Bilhar (detalhes) - Boliche (detalhes) - Boxe (detalhes) - Caratê (detalhes) - Ciclismo (detalhes) | - Esgrima (detalhes) - Fisiculturismo (detalhes) - Futebol - Ginástica (detalhes) - Golfe (detalhes) - Halterofilismo (detalhes) - Handebol (detalhes) | - Hipismo (detalhes) - Judô (detalhes) - Luta olímpica (detalhes) - Natação (detalhes) - Squash (detalhes) - Taekwondo (detalhes) - Tênis (detalhes) | - Tênis de mesa (detalhes) - Tiro (detalhes) - Tiro com arco (detalhes) - Vela (detalhes) - Voleibol (detalhes) - Voleibol de praia (detalhes) - Xadrez (detalhes) |

### Para pessoas com necessidades especiais
- Atletismo (detalhes)
- Goalball (detalhes)

## Controvérsia

### Boicote da Síria
A edição dos Jogos Pan-Arábicos, celebrados em Doha, possuía o ideal de pela terceira vez seguida contar com a participação de delegações de todos os vinte e dois países da Liga Árabe. Entretanto, esta entidade suspendeu a Síria de sua organização em função dos acontecimentos durante a revolta interna no país, cuja resposta do Comitê Olímpico Sírio foi o anúncio do boicote de seu país a este evento desportivo.

## Quadro de medalhas
Segue-se, abaixo, o quadro de medalhas desta edição dos Jogos Pan-Arábicos.
     País sede destacado.

### Esportes tradicionais
| Ordem | País                   | Medalha de ouro | Medalha de prata | Medalha de bronze | Total |
| ----- | ---------------------- | --------------- | ---------------- | ----------------- | ----- |
| 1     | Egito                  | 90              | 76               | 67                | 233   |
| 2     | Tunísia                | 54              | 45               | 39                | 138   |
| 3     | Marrocos               | 35              | 24               | 54                | 113   |
| 4     | Catar                  | 32              | 38               | 40                | 110   |
| 5     | Argélia                | 16              | 31               | 41                | 88    |
| 6     | Arábia Saudita         | 15              | 12               | 18                | 45    |
| 7     | Kuwait                 | 14              | 18               | 31                | 63    |
| 8     | Bahrein                | 12              | 10               | 15                | 37    |
| 9     | Jordânia               | 11              | 14               | 23                | 48    |
| 10    | Iraque                 | 11              | 13               | 34                | 58    |
| 11    | Emirados Árabes Unidos | 10              | 9                | 16                | 35    |
| 12    | Líbano                 | 8               | 5                | 16                | 29    |
| 13    | Omã                    | 4               | 7                | 10                | 21    |
| 14    | Iêmen                  | 2               | 2                | 3                 | 7     |
| 15    | Palestina              | 1               | 2                | 5                 | 8     |
| 16    | Líbia                  | 1               | 1                | 7                 | 9     |
| 17    | Djibuti                | 1               | 1                | 1                 | 3     |
| 18    | Sudão                  | 0               | 7                | 7                 | 14    |

### Esportes Paralímpicos
| Ordem | País                   | Medalha de ouro | Medalha de prata | Medalha de bronze | Total |
| ----- | ---------------------- | --------------- | ---------------- | ----------------- | ----- |
| 1     | Tunísia                | 6               | 6                | 3                 | 15    |
| 2     | Argélia                | 4               | 6                | 2                 | 12    |
| 3     | Egito                  | 4               | 4                | 0                 | 8     |
| 4     | Iraque                 | 4               | 3                | 1                 | 8     |
| 5     | Marrocos               | 4               | 2                | 5                 | 11    |
| 6     | Líbia                  | 1               | 3                | 2                 | 6     |
| 7     | Palestina              | 1               | 1                | 4                 | 6     |
| 8     | Arábia Saudita         | 1               | 1                | 1                 | 3     |
| 9     | Jordânia               | 1               | 0                | 3                 | 4     |
| 10    | Emirados Árabes Unidos | 0               | 0                | 3                 | 3     |
| 11    | Catar                  | 0               | 0                | 2                 | 2     |

## Ligação externa
- Site oficial Jogos Pan-Arábicos de 2011, salvo no portal Wayback Machine (em árabe)